# حسن السماهيجي
حسن محمد السماهيجي (ولد في 22 فبراير 1991) هو لاعب كرة يد بحريني يلعب لصالح نادي الأهلي البحريني ومنتخب البحرين لكرة اليد.
شارك في بطولة العالم لكرة اليد للرجال 2017 حيث ساهم في احتلال منتخب البحرين المركز الثالث والعشرون.